# Pandéisme
Le pandéisme, du grec ancien πὰν « tout » et du latin Deus (Dieu), est la combinaison du panthéisme et du déisme ; système philosophique suivant lequel on affirme l’identité substantielle de Dieu et du monde et où on n’admet d’autre Dieu qu’une substance infinie dont tous les êtres sont des modes. Dieu y est conçu comme un être suprême en dehors de toute révélation et de tout culte. Le pandéisme affirme à la fois la croyance en un Dieu créateur de l'univers, et celle en un Dieu devenu l'univers lui-même, sur lequel il ne peut donc plus intervenir comme une cause extérieure.
C'est un système philosophique qui s'appuie sur quatre thèses :
1. Il existe un Dieu créateur (bien qu'il ne puisse faire l'objet d'une instrumentalisation religieuse).
2. Dieu est devenu l'univers.
3. Actuellement, tout ce qui est, existe non seulement par Dieu, mais en Dieu.
4. Dieu n'est pas un être personnel distinct du monde, mais il lui est immanent (par opposition à l'idée d'un Dieu créateur transcendant).

Dans son traité De divisione naturae (ou Periphyseon, 867), Jean Scot Érigène fait une compilation et une synthèse de la culture latine. Pour lui, la raison se fonde sur la foi et la confirme. Théologien émérite, il glose l'Évangile selon Jean, analyse la pensée d'Augustin d'Hippone et prend part aux grandes querelles théologiques sur la nature divine. Il s'oppose à Godescalc au sujet de la prédestination. Il encourt les foudres de plusieurs conciles pour le panthéisme implicite qui se dégage de ses œuvres. Il se sert de la logique et la dialectique platonicienne pour éclaircir le dogme et le situer par rapport aux opinions des philosophes antiques. Ainsi, d'après Jean-Jacques Gabut, « un certain panthéisme, ou plutôt "pandéisme", se dégage de son œuvre où l'inspiration néoplatonicienne complète parfaitement la stricte orthodoxie chrétienne.»
Franz Wilhelm Junghuhn est un pandéiste qui, dans les années 1850, discute des thèses de sa doctrine dans son Java, seine Gestalt, Pflanzendecke, und sein innerer Bau (quatre volumes, 1850-1854). L'expression « pandéisme » est également employée pour identifier un déisme panthéiste que l'on retrouve dans une œuvre de 1859 : Zeitschrift für Völkerpsychologie und Sprachwissenschaft écrite par les philosophes Moritz Lazarus et Heymann Steinthal. Discutant la philosophie religieuse, ils déclarent « Man stelle es also den Denkern frei, ob sie Theisten, Pan-theisten, Atheisten, Deisten (und warum nicht auch Pandeisten?)… », traduit comme « l'homme en laisse le soin aux philosophes, s'ils sont théistes, pan-théistes, athées, déistes (et pourquoi pas aussi pandéistes ?)… ».
Plusieurs auteurs ont décrit le théologien italien Giordano Bruno comme étant une sorte de pandéiste,,,.
Le livre le plus vaste sur le pandéisme est probablement celui de Max Bernhard Weinstein en 1910. En 2001, Scott Adams publie God's Debris (Les Débris de Dieu), proposant une forme de pandéisme.